# Cratogeomys
Cratogeomys es un género de roedores de la familia Geomyidae. Era considerada un subgénero de Pappogeomys. Todas las especies se distribuyen en México y el suroeste de Estados Unidos, algunas de ellas aparecen en ambos países.

## Especies
Contiene siete especies:
- Cratogeomys castanops
- Cratogeomys fulvescens
- Cratogeomys fumosus
- Cratogeomys goldmani
- Cratogeomys merriami
- Cratogeomys perotensis
- Cratogeomys planiceps